# Catedral de San Nicolás (Novo Mesto)
La Catedral de San Nicolás  (en esloveno: Stolnica svetega Nikolaja) se localiza en Novo Mesto, en Eslovenia es la sede de la diócesis de Novo Mesto y un hito de la ciudad. La iglesia construida en piedra se encuentra en una colina sobre el río Krka. Hasta el 7 de abril de 2006, cuando la diócesis de Novo Mesto se estableció, era una iglesia Capítulo. Se distingue por una combinación de la arquitectura gótica y barroca y un eje longitudinal roto, ya que el presbiterio es superior a la nave.